# اتن‌لور
اتن‌لور (به هلندی: Etten-Leur) یک منطقهٔ مسکونی در هلند است که در برابانت شمالی واقع شده‌است. اتن‌لور ۸ متر بالاتر از سطح دریا واقع شده‌است.

## نگارخانه

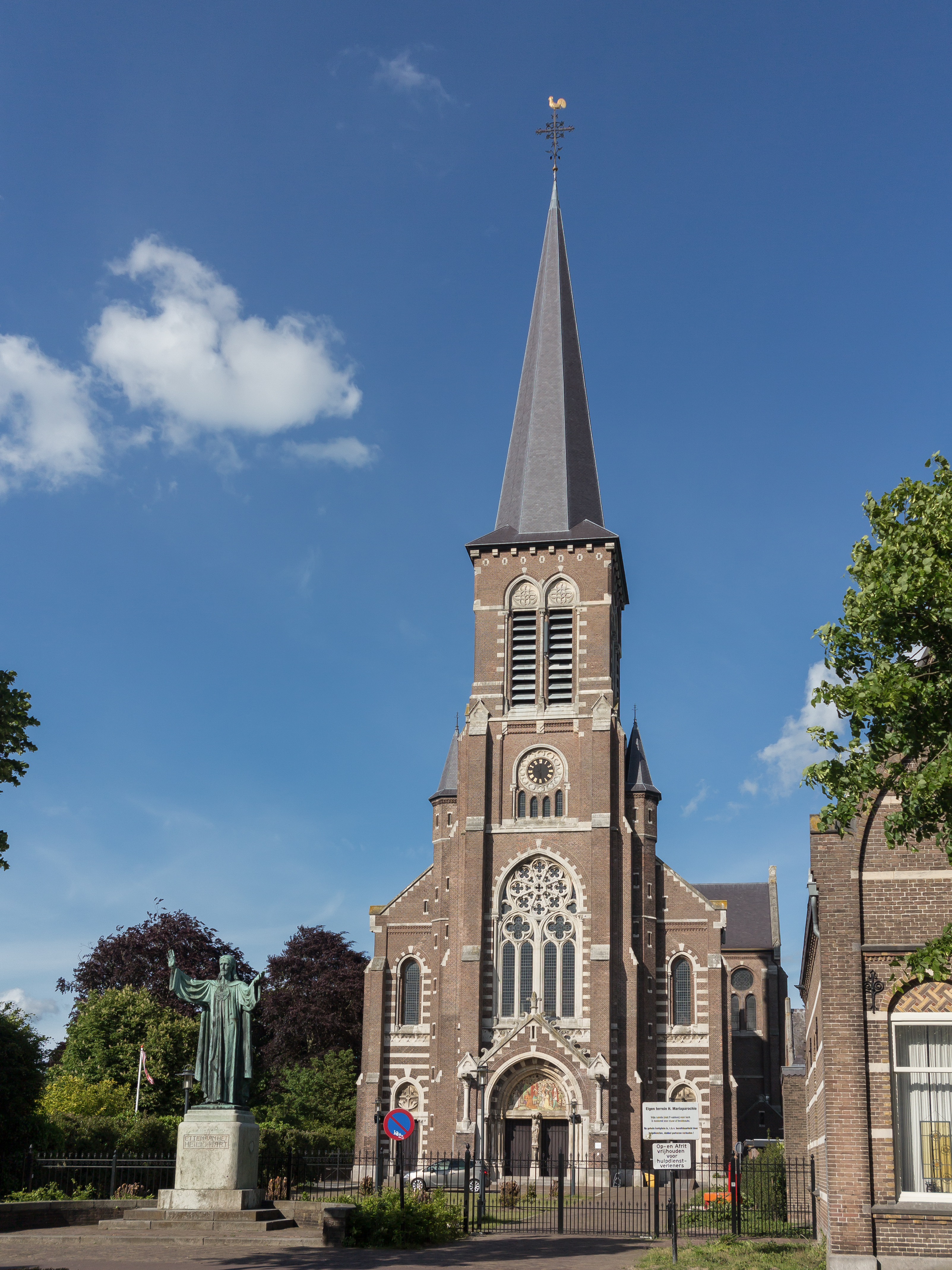
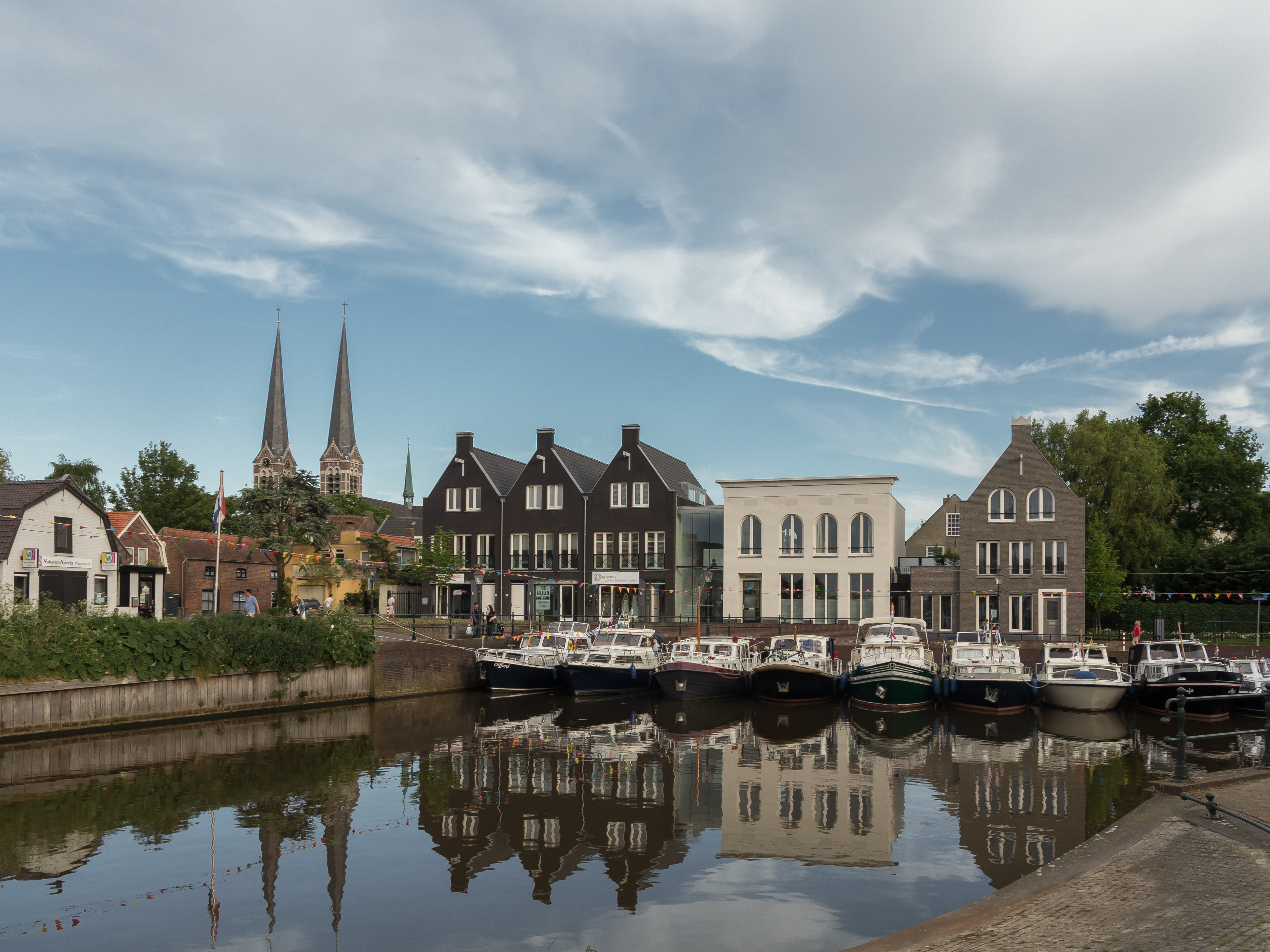
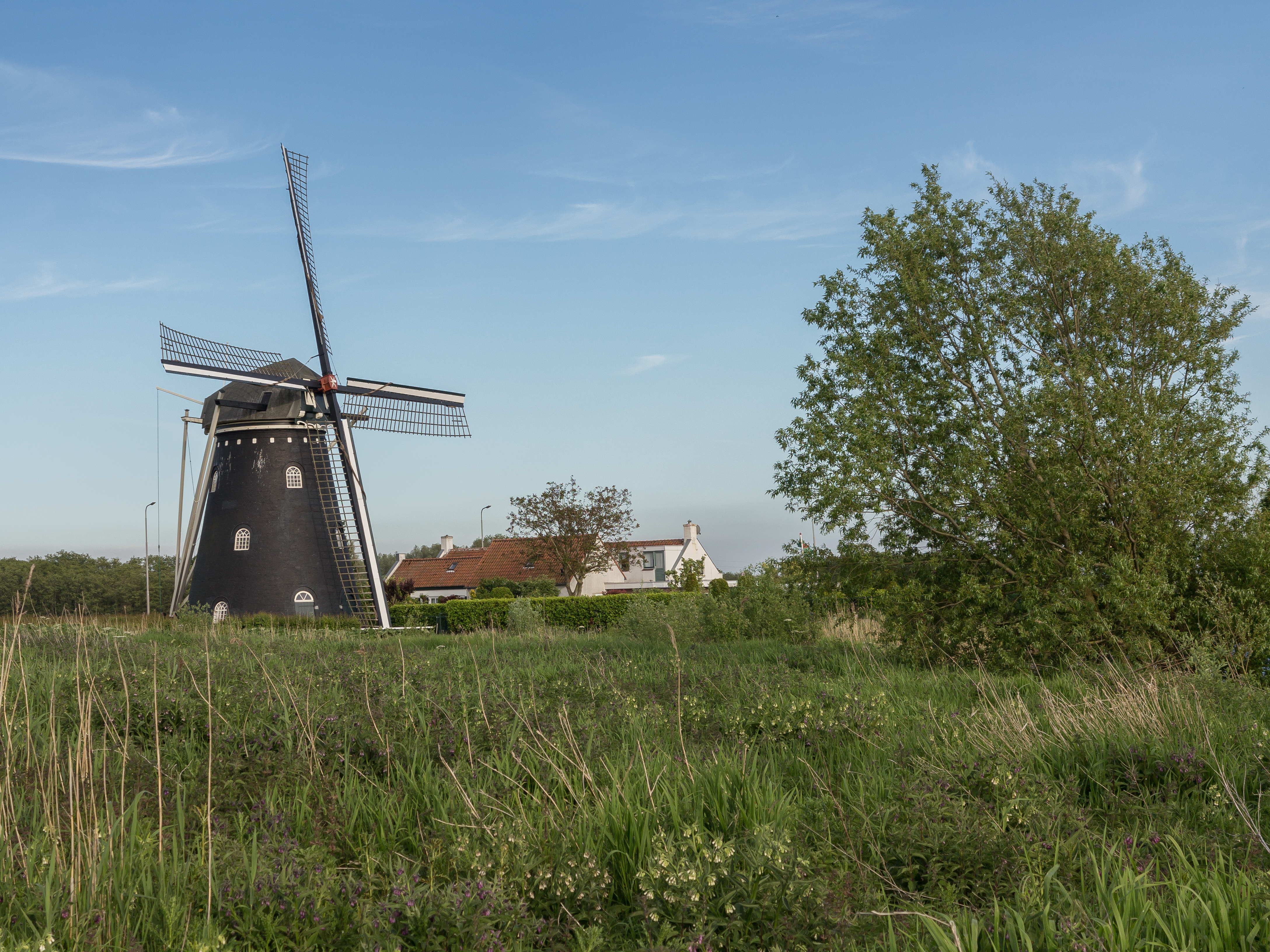
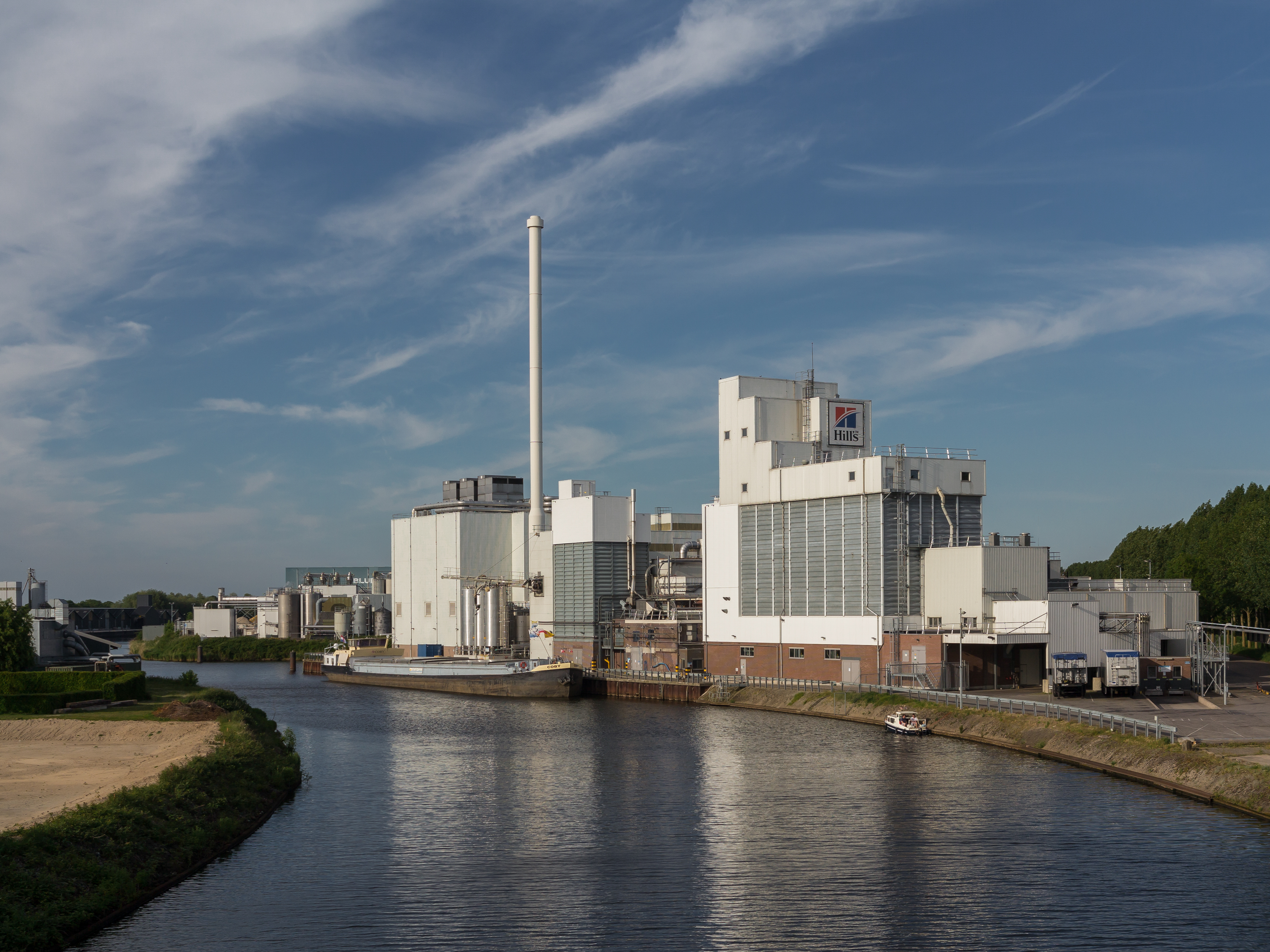

## خواهرخوانده
شهر شولی خواهرخواندهٔ اتن‌لور هست.